# Clematis decipiens
Clematis decipiens är en ranunkelväxtart som beskrevs av Hansjörg Eichler och Jeffrey A. Jeanes. Clematis decipiens ingår i släktet klematisar, och familjen ranunkelväxter. Inga underarter finns listade i Catalogue of Life.